# Prochromadora trisupplementa
Prochromadora trisupplementa is een rondwormensoort uit de familie van de Chromadoridae. De wetenschappelijke naam van de soort is voor het eerst geldig gepubliceerd in 1963 door Murphy.